# Mostly Autumn Live 2009
Mostly Autum Live 2009 is een livealbum van de muziekgroep Mostly Autumn. Het "album" bestaat uit twee los van elkaar uitgebrachte compact discs, doch deze sluiten gewoon op elkaar aan. Opnamen vonden plaats gedurende de tournee die MA hield in de lente van 2009, waarbij ze ook P60 aandeden in Amstelveen.

## Musici
- Bryan Josh – eerste en achtergrondzang; gitaar
- Heather Findlay – eerste en achtergrondzang; akoestische gitaar, fluitjes, percussie
- Iain Jennings – toetsinstrumenten
- Anne-Marie Helder – dwarsfluit, toetsinstrumenten, akoestische gitaar, achtergrondzang, percussie
- Liam Davison – gitaar; achtergrondzang
- Andy Smith – basgitaar
- Gavin Griffiths – slagwerk
- Olivia Sparnenn – achtergrondzang; percussie

## Muziek
| Nr. | Titel                                                      | Duur |
| --- | ---------------------------------------------------------- | ---- |
| 1.  | Fading Colours (Josh)                                      | 6:41 |
| 2.  | Caught in a Fold (Findlay)                                 | 3:44 |
| 3.  | Flowers for Guns (Findlay/Josh)                            | 5:07 |
| 4.  | Unoriginal Sin (Findlay)                                   | 5:02 |
| 5.  | Simple Ways (Josh)                                         | 6:36 |
| 6.  | The Spirit of Autumn Past - Part 2 (Findlay/Josh/Jennings) | 6:36 |
| 7.  | Half the Mountain (Josh)                                   | 6;37 |
| 8.  | Evergreen (Findlay/Josh)                                   | 5:52 |

| Nr. | Titel                                             | Duur |
| --- | ------------------------------------------------- | ---- |
| 1.  | Winter mountain (Josh, R. Josh)                   | 5:45 |
| 2.  | The dark before the dawn (Josh, Jennings, Faulds) | 4:43 |
| 3.  | Answer the question (Josh, Jennings)              | 4:34 |
| 4.  | The last bright light (Josh)                      | 9:16 |
| 5.  | Above the blue (Findlay)                          | 5:58 |
| 6.  | Nowhere to hide (Findlay, Josh)                   | 4:26 |
| 7.  | Broken glass (Josh, Jennings)                     | 3:45 |
| 8.  | Never the rainbow (Findlay, Jennings)             | 6:59 |
| 9.  | Pocket watch (Josh)                               | 5:23 |
| 10. | Tearing at the faerytale (Josh)                   | 7:40 |
| 11. | Carpe diem (Findlay, Jennings)                    | 8:56 |
| 12. | Heroes never die (Josh, Rayson)                   | 9:51 |